# Kraft Foods Group

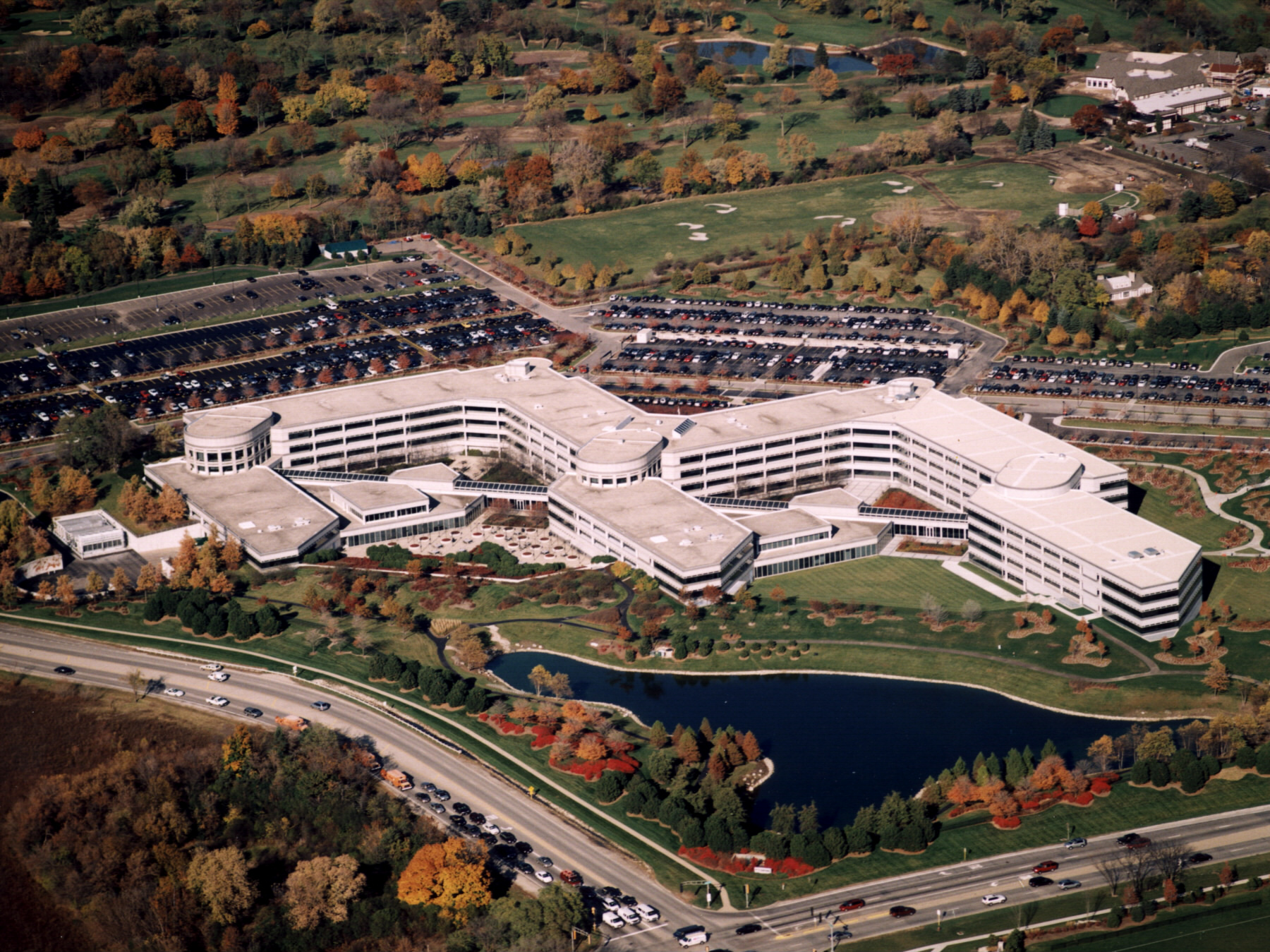
Siedziba firmy w Northfield

Kraft Foods Group, Inc. – spółka powstała w wyniku podziału globalnego koncernu Kraft Foods w październiku 2012 roku. 2 lipca 2015 dokonano fuzji Kraft Foods Group z H. J. Heinz Company, w wyniku której powstał Kraft Heinz.
Przedsiębiorstwo zajmowało się produkcją i dystrybucją artykułów spożywczych na rynku północnoamerykańskim. Dział produkcji słodyczy i przekąsek należy do Mondelēz International.
Do marek przedsiębiorstwa należały:
- Capri Sun – soki owocowe
- Philadelphia – sery
- Maxwell House – kawa